# Panarițiu

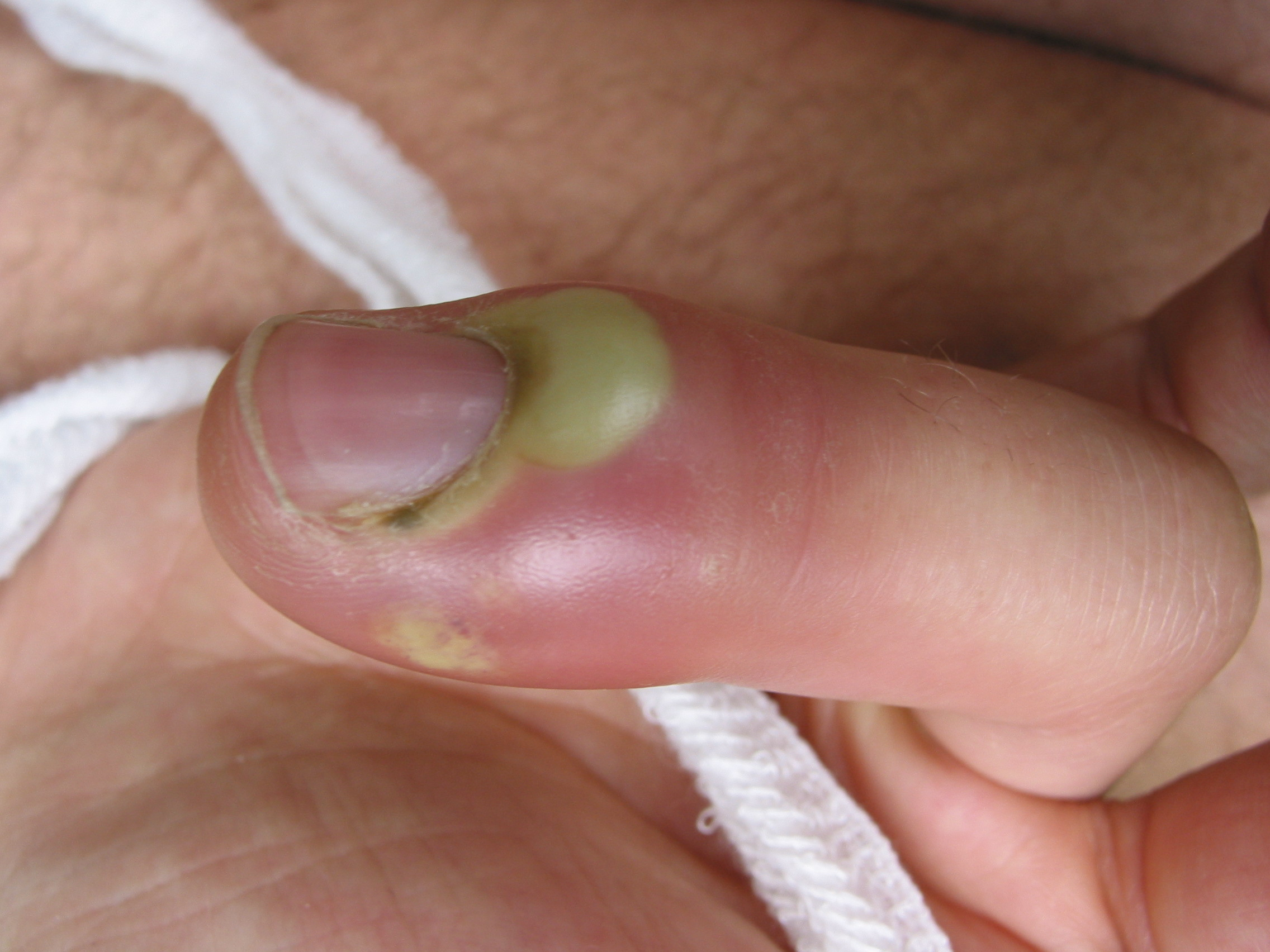
Infecţie cu panarițiu la un deget de la o mână

Panarițiul (din latină panaricium, denumit și Paronichie) este o inflamație de natură infecțioasă acută ce poate apărea la degete, de regulă la mână, mai rar la picior, care afectează falanga distală (cu supurații periunghiale), mijlocie sau proximală. Când panarițiul este localizat la repliul periunghial, poartă denumirea de Perionixis.
Infectarea se produce prin inocularea într-un deget a unui germene, de cele mai multe ori un stafilococ, de către o așchie, o înțepătură sau printr-o plagă deschisă. Cel mai frecvent organism infectant este Staphylococcus aureus. Organisme precum Streptococcus și Pseudomonas, bacteriile gram-negative și anaerobe reprezintă alți factori etiologici. Panarițiul cronic este determinat în principal de Candida albicans. Alte condiții care conduc la anomalii ale faldurilor unghiei și predispun la panarițiu cuprind psoriazis, candidoza cutanată, toxicitatea medicamentoasă.
Panarițiul apare mai ales la persoanele care desfășoară munci manuale (croitor, grădinar, cizmar), la diabetici, la pacienții cu sistem imunitar deprimat și a cei aflați sub corticoterapie. Cei cu profesii care necesită imersia prelungită a mâinilor în apă, persoanele imunosupresate, cei cu HIV sau supuși terapiei steroidice sunt de asemeni predispuși la panarițiu. Infectarea se poate produce și în timpul efectuării manichiurii cu instrumente sterilizate necorespunzător.

## Tipuri de panarițiu
Se consideră că există două tipuri de panarițiu:
- Panarițiu superficial, cel mai des întâlnit, amplasat pe pulpa degetului sau pe conturul unghiei (turniola). Se manifestă printr-o inflamație care evoluează în câteva ore sau în câteva zile, ducând la o creștere în volum a degetului și o înroșire a acestuia, însoțite de o durere, în general zvâcnitoare, care poate duce la insomnie și febră.
- Panarițiu profund, apare mai rar, prin inocularea directă a germenului în teaca tendoanelor flectoare ale degetelor, ori reprezintă o complicație a unui panarițiu superficial. Panarițiul profund poate atinge osul unei falange (osteita), unul sau mai multe tendoane ale degetului cu teaca lor (tenosinovita), o articulație dintre două falange (artrită) sau chiar întreaga mână (flegmon).

## Complicațiile panarițiului
Panarițiul se poate complica cu un abces care se poate extinde centripet la os, articulații sau tendoane. Neglijat, un panarițiu se poate solda cu anchiloze ale articulațiilor mici ale mâinii sau chiar amputații de falange. Rareori se poate întâmpla ca infecția să disemineze în tot organismul și să apară septicemie, cu febră înaltă, frisoane, stare generală alterată.

## Tratament
Un panarițiu superficial debutant se tratează prin aplicarea locală de antiseptice, eventual prin administrarea de antibiotice pe cale orală.
Un panarițiu profund se tratează chirurgical, de urgență, chirurgul scoțând puroiul și țesuturile necrozate.